# Rotröta

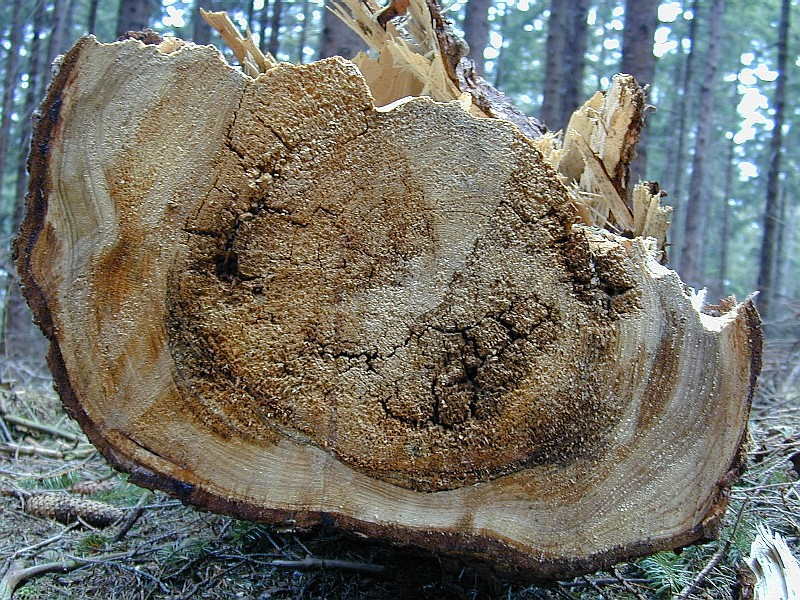
En stock angripen av rotröta.

Rotröta är ett sjukdomssymptom som uppvisas av träd vars rötter eller stam angripits av svamp ur släktet Heterobasidion som rotticka, Heterobasidion parviporum, Heterobasidion abietinum eller honungsskivlingar och blödskinn. Ungefär 14 procent av alla granar som avverkas i Sverige är angripna av någon form av rotröta. Skadorna gör att veden bryts ned, vilket i sin tur gör att virket inte kan bli timmer, utan omklassas till massaved, barrmassaved eller brännved. Detta innebär en minskning av värdet på virket. Rötan innebär även en minskad tillväxt i skogen.  Rötan orsakas av olika former av rottickor och sprids på åtminstone två olika sätt, antingen genom spridning av svampsporer från fruktkroppar från stubbar eller rötter som sprids genom luften och som infekterar nyligen färsk blottad ved, eller genom att ett infekterat träds rötter har fysisk rotkontakt med ett annat träd varvid svamparnas mycel även kan infektera grannträdet.

## Typer
Tidigare talades det om tre olika typer eller former av rotticka, men man har nu delat upp dessa i egna arter. Uppdelningen gjordes för typens huvudsakliga värdarter:
- S-typen (Heterobasidion parviporum) där S står för engelskans Spruce, dvs granar ur släktet Picea, där vår vanlig rödgran ingår.[1]
- P-typen (Heterobasidion annosum) där P står för Pine, det vill säga tallar eller släktet Pinus.[1]
- F-typen ((Heterobasidion abietinum) där F står för Fir, dvs ädelgranar eller släktet Abies.[1]

## Skyddsåtgärder
Vid gallring, då dygnsmedeltemperaturen överstiger 5 plusgrader, används olika typer av bekämpningsmedel som appliceras på stubbarna för att förhindra rotröteinfektion. Urea och borsalt har använts för detta ändamål, men behandling med pergamentsvamp som hindrar rötrötans infektion är numer den vanligaste behandlingsformen. Stubbehandling med pergamentsvamp fungerar även i förebyggande syfte, det vill säga att en stubbe med pergamentsvamp motverkar att stubben blir infekterad av rötrötesvamp och inte kan sprida vidare rötröta i beståndet. > Emellertid kan inte pergamentsvampen konkurrera ut rötrötesvamp från en redan infekterad stubbe, varför det är meningslöst att försöka sanera ett kraftigt rötröteinfekterat bestånd med pergamentsvamp vid avverkning. Försök har visat att de tre typerna av preparat är ungefär lika effektiva och ger ett infektionsskydd som nästan motsvarar vinteravverkning.[källa behövs]
Gallringsskördare har i regel utrustning i aggregatet för automatisk applicering av bekämpningsmedel i samband med trädfällningen, medan man vid motormanuell gallring applicerar preparatet manuellt. Rotröta kan dock spridas genom skador i barken på kvarlämnade träd och sådana skador uppkommer lätt genom ovarsam användning av moderna skogsmaskiner.
Efter att ett kraftigt rötangripet bestånd har slutavverkats kan man välja att föryngra med trädslag som har större motståndskraft mot rotröteangrepp.

### Fotnoter
1. 1 2 3 4 5 6 7 8 9  Berglund, 2005
2. ↑  Skogsstyrelsen, 2009
3. 1 2 3  Thor, 2004
4. ↑  SDC, 2007